# Grande synagogue de Bydgoszcz (1884-1939)
Pour les articles homonymes, voir Grande synagogue.
La ville de Bydgoszcz (en allemand : Bromberg), est une ville de Pologne, chef-lieu de la voïvodie de Couïavie-Poméranie et sa plus grande ville. Elle est intégrée à l'Empire allemand en 1871 sous le nom de Bromberg. Quand la Pologne retrouve son indépendance en 1918, Bydgoszcz, alors Bromberg, lui revint. Actuellement la ville compte environ 365 000 habitants (460 000 pour l'agglomération).
Avant la Seconde Guerre mondiale, la Grande synagogue de Bydgoszcz, située à l'intersection entre la rue Jagielońskie et la rue Jean Casimir est une synagogue orthodoxe et un des bâtiments du XIXe siècle les plus grands et les plus caractéristiques de la ville.

## La communauté juive de Bydgoszcz

### La communauté juive avant la Seconde Guerre mondiale
Dès les XIe et XIIe siècles quelques Juifs vivent dans la forteresse de Bydgoszcz, alors dénommée castrum Bydgoscense, mais ce n'est qu'à partir de 1346 et la construction de la ville sur ordre de Casimir le Grand, que de nombreux marchands juifs s'y installent pour commercer avec Gdańsk. Expulsés en 1555, les Juifs se réfugient dans la ville voisine de Fordon (qui fait, depuis 1973, partie de Bydgoszcz). Après l'annexion de la ville par la Prusse en 1772, Frédéric le Grand annule le décret d'expulsion et les Juifs sont de nouveau autorisés à vivre dans la ville.
En 1788, il y a 41 Juifs dans la ville, principalement occupés par le commerce de la soie, mais aucune communauté ne sera officiellement établie jusqu'en 1809. Ce n'est qu'à partir de la révocation de la Loi juive, le 23 juillet 1847, que les Juifs auront le droit de s'installer librement à Bydgoszcz sans avoir à demander au préalable une autorisation de la municipalité. À partir de cette période, le nombre de résidents juifs croît rapidement. Le statut de la communauté juive s'améliore sensiblement grâce aux efforts du banquier Louis Aronsohn, membre de la Diète prussienne, et en 1884, une grande synagogue est construite, ainsi qu'une école juive et de nombreuses institutions communautaires sont créées. En 1897, les 27 communautés du district se réunissent et forment une fédération présidée par Aronsohn. En 1905, le nombre de Juifs atteint 2 600 sur une population totale de 54 231 habitants.
Quand en 1918, après la Première Guerre mondiale, la ville est incorporée à la Pologne, la majorité des Juifs de Bydgoszcz quitte la ville pour s'installer en Allemagne. Les archives de la communauté sont même transférées aux archives générales des Juifs allemands, à Berlin. En 1924, il n'y a plus que 1 000 Juifs vivant à Bydgoszcz, mais ce nombre va croitre pour atteindre 3 000 en 1931.

### La communauté juive pendant la Seconde Guerre mondiale
Pendant la Seconde Guerre mondiale, Bydgoszcz, renommée Bromberg, est la seconde ville importante après Gdańsk, renommée Danzig, incorporée au Reichsgau Danzig-Westpreussen, division administrative du Reich nazi par décret du 26 octobre 1939, soit seulement quelques semaines après le début de la guerre.
De nombreuses familles juives vivant à Bydgoszcz réussissent à fuir avant le 5 septembre 1939 et l'entrée des troupes du Reich dans la ville. Ceux qui seront restés sont soit massacrés sur place soit envoyés dans  des camps d'extermination. La ville est une des premières de Pologne à être déclarée Judenfrei (libre de Juifs). Après la Seconde Guerre mondiale, la communauté juive ne sera pas reconstruite;
Selon un rapport de la journaliste anglaise, Mlle Baker-Beall, dans les environs de Bydgoszcz, ce nettoyage ethnique pris la forme d'extermination; plusieurs milliers d'hommes, de femmes et d'enfants furent conduits à Bydgoszcz et furent abattus dans une écurie transformée en latrine.
Un rapport du 14 novembre 1939, du S. D. Einsatzkommando Bromberg envoyé à l'état-major de la Police de Sécurité et au Service de sécurité (Service de renseignement de la SS) à Berlin indique: « Le problème juif n'existe plus à Bydgoszcz, car la ville est quasiment libre de Juifs; pendant le nettoyage, tous les Juifs qui n'avaient pas estimé approprié de disparaitre ont été supprimés ».

## Histoire de la synagogue
Quand dans les années 1860, il apparait clairement que la Vieille synagogue existante en bois est trop petite, le comité directeur de la communauté juive de Bydgoszcz prend la décision de construire une nouvelle synagogue plus importante en briques.  En 1867, un terrain est acheté dans le centre de la ville, mais, pour des raisons financières, aucune décision n'est prise alors quant à la construction.
La construction de la nouvelle synagogue ne commencera que quinze ans plus tard.  Un architecte de Gdańsk, Alfred Muttray, est retenu pour concevoir le bâtiment.  Le 21 août 1882, la première pierre est scellée. La construction durera deux ans et sera terminée en septembre 1884. En octobre, le premier office est célébré. La synagogue comporte 482 sièges pour les hommes au rez-de-chaussée de la salle de prière, et 400 sièges réservés pour les femmes dans les galeries. 

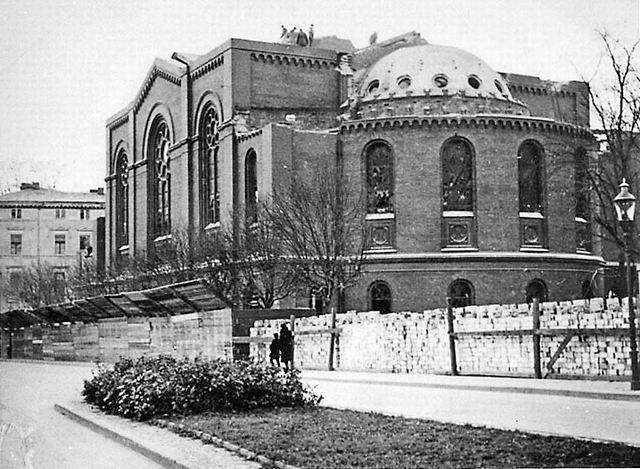
La synagogue en 1940 en cours de destruction

En 1898, à l'initiative de Louis Aronsohn, est ouverte une école juive derrière la synagogue. 
Peu de temps après le déclenchement de la Seconde Guerre mondiale, le 14 septembre 1939, le maire de Bydgoszcz, nommé par les nazis, lance un appel d'offres dans le journal Deutsche Rundschau (Panorama allemand), pour la démolition de la synagogue et des autres bâtiments appartenant à la communauté juive. Herbert Matthes, propriétaire d'une fabrique de meubles rue Garbary, remporte le marché.
Actuellement, le terrain qu'occupait la synagogue est vide. Quelques morceaux de décoration de la synagogue se trouvent dans le musée de Bydgoszcz.

## Architecture de la synagogue
La synagogue est un bâtiment monumental par sa taille avec une  décoration impressionnante. L'entrée principale pour les hommes est située sous les 3 arches, tandis que l'entrée pour les femmes se fait de chaque côté avec un escalier menant aux galeries. La synagogue est un bâtiment à une seule nef; On pénètre d'abord dans une petite pièce où se déroulent les offices de tous les jours, avant de pénétrer dans le hall principal. 
Au milieu de la salle principale, huit piliers soutiennent la coupole, formant une sorte de baldaquin. Derrière une porte recouverte d'un voile élégant, se trouve l'Arche sainte somptueusement décorée d'or et d'argent. Devant l'arche, se trouve la bimah. La synagogue possède de riches objets liturgiques, des plateaux d'argent, une lampe éternelle devant l'arche, des chandeliers à sept branches (Menorah).
La façade extérieure du côté ouest, par où pénètrent les fidèles, est imposante avec ses deux tours de coin, surmontées chacune d'un petit dôme, et avec le vaste dôme central au-dessus du hall principal.